# Honbashos 2008
autres honbashos

Honbashos 2007 Honbashos 2009
Les honbashos de 2008 rassemblent les 6 tournois principaux de sumo ayant eu lieu en 2008. Kotooshu devient le premier européen à remporter un tournoi. La fin d'année est marquée par un scandale impliquant des lutteurs ayant consommé du cannabis.

## Hatsu basho (tournoi de janvier)
Le Hatsu Basho 2008 est le tournoi de sumo qui a eu lieu du 13 au 27 janvier 2008, au Ryōgoku Kokugikan, à Tokyo, au Japon.

### Yūshō
- Makuuchi Yūshō : yokozuna Hakuhō Shō (14-1)
- Jūryō Yūshō : Toshinoshin (12-3)
- Makushita Yūshō : Yamamotoyama (7-0)
- Sandanme Yūshō : Terashita (7-0)
- Jonidan Yūshō : Wakaryoma (7-0)
- Jonokuchi Yūshō : Ogata (7-0)

### Sanshō
- Shukun-shō : Ama (3) et Kisenosato (2)
- Kantō-shō : Takekaze (1er)
- Ginō-shō : Kakuryu (1er)

## Haru basho (tournoi de mars)
Le Haru Basho 2008 est le tournoi de sumo qui a eu lieu du 9 au 23 mars 2008, au gymnase préfectoral d'Osaka, au Japon. 
Le 7 février, l'entraineur Futatsuryu ainsi que 3 lutteurs de son écurie ont été arrêtés dans l'enquête sur la mort du jeune sumotori Takashi Saito,.

### Yūshō
- Makuuchi Yūshō : yokozuna Asashôryû Akinori (13-2)
- Jūryō Yūshō : Kimurayama (12-3)
- Makushita Yūshō : Daiyubu (7-0)
- Sandanme Yūshō : Masunoyama (7-0)
- Jonidan Yūshō : Terukaze (7-0)
- Jonokuchi Yūshō : Fukao (7-0)

### Sanshō
- Shukun-shō : Kotoshokigu (1)
- Kantō-shō : Kokkai (2) et Baruto (3)
- Ginō-shō : Tochiozan (1)

## Natsu basho (tournoi de mai)
Le Natsu Basho 2008 est le tournoi de sumo qui a eu lieu du 11 au 25 mai 2008, au Ryōgoku Kokugikan, à Tokyo, au Japon. 

### Yūshō
- Makuuchi Yūshō : ōzeki Kotooshu (14-1)
- Jūryō Yūshō : Chiyohakuho (13-2)
- Makushita Yūshō : Tamaasuka (7-0)
- Sandanme Yūshō : Ogata (7-0)
- Jonidan Yūshō : Homarefuji (7-0)
- Jonokuchi Yūshō : Yashiki (7-0)

### Sanshō
- Shukun-shō : Aminishiki Ryūji (3)
- Kantō-shō : Kisenosato (2) et Toyonoshima (2)
- Ginō-shō : Ama (3)

## Nagoya basho (tournoi de juillet)
Le Nagoya Basho 2007 est le tournoi de sumo qui a eu lieu du 13 au 27 juillet 2008 au gymnase préfectoral d'Aichi, à Nagoya.

### Yūshō
- Makuuchi Yūshō : yokozuna  Hakuhō Shō (15-0)
- Jūryō Yūshō : Bushuyama (12-3)
- Makushita Yūshō : Satoyama (6-1)
- Sandanme Yūshō : Homarefuji (7-0)
- Jonidan Yūshō : Kamei (7-0)
- Jonokuchi Yūshō : Ozakiumi (7-0)

### Sanshō
- Shukun-shō Toyonoshima (2)
- Kantō-shō Toyohibiki (2)
- Ginō-shō Ama (4)

## Aki basho (tournoi de septembre)
L'Aki Basho 2008 est un tournoi de sumo qui a eu lieu du 14 au 28 septembre 2008, au Ryōgoku Kokugikan, à Tokyo, au Japon.
Peu avant le tournoi, un scandale éclate concernant la détection de cannabis dans l'urine de certains lutteurs. Le président de l'AJS Kitanoumi est obligé de démissionner le 7 septembre. Quelques semaine plus tard, un des lutteurs incriminés, Wakanoho, dénonce en représailles des tricheries et des trucages récurrents dans les tournois,.

### Yūshō
- Makuuchi Yūshō : yokozuna Hakuhō Shō (14-1)
- Jūryō Yūshō : Aran (12-3)
- Makushita Yūshō : Yotsuguruma (7-0)
- Sandanme Yūshō : Yamashita (7-0)
- Jonidan Yūshō : Arajishi (7-0)
- Jonokuchi Yūshō : Aratoshi (7-0)

### Sanshō
- Shukun-shō : Ama (4)
- Kantō-shō : Goeido (2)
- Ginō-shō : Non décerné

## Kyūshū Basho (tournoi de novembre)
Le Kyūshū Basho 2008 est le tournoi de sumo qui a eu lieu du  9 au 23 novembre 2008 à Fukuoka, sur l'île de Kyūshū. 

### Yūshō
- Makuuchi Yūshō : Yokozuna Hakuhō Shō (13-2)
- Jūryō Yūshō : Shotenro (11-4)
- Makushita Yūshō : Kotokuni (7-0)
- Sandanme Yūshō : Keno (7-0)
- Jonidan Yūshō : Kei (7-0)
- Jonokuchi Yūshō : Wakasuruga (7-0)

### Sanshō
- Shukun-shō (prix de la performance) : Amanishiki (4)
- Kantō-shō (prix de la combativité) : Yoshikaze (1)
- Ginō-shō (prix de la technique) : Ama (5)